# Saison 2012-2013 de l'Everton FC
Dernière mise à jour : 19 mai 2013.
Chronologie
Saison précédente Saison suivante
La saison 2012-2013 de l'Everton FC est la 21e saison du club en Premier League. Non qualifié pour une compétition européenne, le club sera en compétition pour le Championnat d'Angleterre, la Coupe d'Angleterre et la Coupe de la Ligue anglaise.

## Équipe première

### Effectif
| N°                 | Nat                      | Nom                            | Date de naissance (Âge) | Depuis          | Matchs          | Buts            | En provenance de      |
| Gardiens de but    | Gardiens de but          | Gardiens de but                | Gardiens de but         | Gardiens de but | Gardiens de but | Gardiens de but | Gardiens de but       |
| ------------------ | ------------------------ | ------------------------------ | ----------------------- | --------------- | --------------- | --------------- | --------------------- |
| 1                  | Drapeau de la Slovaquie  | Ján Mucha                      | 5 décembre 1982         | 2010            | 10              | 0               | Legia Varsovie        |
| 24                 | Drapeau des États-Unis   | Tim Howard                     | 6 mars 1979             | 2007            | 310             | 1               | Manchester United     |
| Défenseurs         |                          |                                |                         |                 |                 |                 |                       |
| 2                  | Drapeau de l'Angleterre  | Tony Hibbert                   | 20 février 1981         | 2000            | 314             | 0               | Centre de formation   |
| 3                  | Drapeau de l'Angleterre  | Leighton Baines                | 1er décembre 1984       | 2007            | 246             | 22              | Wigan Athletic        |
| 5                  | Drapeau des Pays-Bas     | John Heitinga                  | 15 novembre 1983        | 2009            | 135             | 4               | Atlético Madrid       |
| 6                  | Drapeau de l'Angleterre  | Phil Jagielka (vice-capitaine) | 17 août 1982            | 2007            | 215             | 9               | Sheffield United      |
| 15                 | Drapeau de la France     | Sylvain Distin                 | 17 août 1982            | 2009            | 155             | 5               | Portsmouth            |
| 18                 | Drapeau de l'Angleterre  | Phil Neville (capitaine)       | 21 janvier 1977         | 2005            | 303             | 4               | Manchester United     |
| 23                 | Drapeau de l'Irlande     | Séamus Coleman                 | 11 octobre 1988         | 2009            | 102             | 7               | Sligo Rovers          |
| 26                 | Drapeau de l'Angleterre  | John Stones                    | 28 mai 1994             | 2013            | 0               | 0               | Barnsley              |
| 34                 | Drapeau de l'Irlande     | Shane Duffy                    | 1er janvier 1992        | 2009            | 10              | 0               | Centre de formation   |
| 42                 | Drapeau de l'Angleterre  | Luke Garbutt                   | 21 mai 1993             | 2010            | 1               | 0               | Centre de formation   |
| Milieux de terrain |                          |                                |                         |                 |                 |                 |                       |
| 4                  | Drapeau de l'Irlande     | Darron Gibson                  | 25 octobre 1987         | 2012            | 41              | 2               | Manchester United     |
| 8                  | Drapeau du Costa Rica    | Bryan Oviedo                   | 18 février 1990         | 2012            | 18              | 0               | FC Copenhague         |
| 16                 | Drapeau de l'Allemagne   | Thomas Hitzlsperger            | 5 avril 1982            | 2012            | 9               | 0               | VfL Wolfsbourg        |
| 20                 | Drapeau de l'Angleterre  | Ross Barkley                   | 5 décembre 1993         | 2010            | 18              | 0               | Centre de formation   |
| 21                 | Drapeau de l'Angleterre  | Leon Osman                     | 17 mai 1981             | 2000            | 345             | 51              | Centre de formation   |
| 22                 | Drapeau d'Afrique du Sud | Steven Pienaar                 | 17 mars 1982            | 2012            | 187             | 23              | Tottenham Hotspur     |
| 25                 | Drapeau de la Belgique   | Marouane Fellaini              | 22 novembre 1987        | 2008            | 173             | 32              | Standard de Liège     |
| 30                 | Drapeau du Portugal      | Francisco Júnior               | 18 janvier 1992         | 2012            | 1               | 0               | Benfica Lisbonne      |
| Attaquants         |                          |                                |                         |                 |                 |                 |                       |
| 7                  | Drapeau de la Croatie    | Nikica Jelavić                 | 4 juin 1985             | 2012            | 59              | 19              | Glasgow Rangers       |
| 11                 | Drapeau de la Belgique   | Kevin Mirallas                 | 5 octobre 1987          | 2012            | 33              | 9               | Olympiakos            |
| 14                 | Drapeau de l'Écosse      | Steven Naismith                | 14 septembre 1986       | 2012            | 35              | 4               | Glasgow Rangers       |
| 19                 | Drapeau du Sénégal       | Magaye Gueye                   | 6 juillet 1990          | 2010            | 37              | 2               | RC Strasbourg         |
| 27                 | Drapeau de la Grèce      | Apóstolos Véllios              | 8 janvier 1992          | 2011            | 24              | 3               | Iraklis Thessalonique |
| 28                 | Drapeau du Nigeria       | Victor Anichebe                | 23 avril 1988           | 2006            | 166             | 26              | Centre de formation   |
| 31                 | Drapeau de l'Écosse      | Matthew Kennedy                | 1er novembre 1994       | 2012            | 0               | 0               | Kilmarnock            |
| 43                 | Drapeau de l'Angleterre  | Conor McAleny                  | 12 août 1992            | 2011            | 2               | 0               | Centre de formation   |

### Staff managérial
| Emploi                     | Staff         |
| -------------------------- | ------------- |
| Entraîneur                 | David Moyes   |
| Entraîneur adjoint         | Steve Round   |
| Entraîneur de l'équipe pro | Jimmy Lumsden |
| Entraîneur des gardiens    | Chris Woods   |
| Préparateur physique       | Dave Billows  |
| Docteur                    | Ian Irving    |

Source : http://www.evertonfc.com

### Tenues
Équipementier : Nike
Sponsor : Chang Beer
| Domicile | Extérieur | Autre |

## Transferts

### Mercato d'été

#### Arrivées
| Numéro | Poste | Joueur          | En provenance de  | Montant         | Date            | Source |
| ------ | ----- | --------------- | ----------------- | --------------- | --------------- | ------ |
| 14     | ATT   | Steven Naismith | Glasgow Rangers   | Transfert libre | 4 juillet 2012  | [ 2 ]  |
| 22     | MIL   | Steven Pienaar  | Tottenham Hotspur | £5 millions     | 31 juillet 2012 | [ 3 ]  |
| 11     | ATT   | Kevin Mirallas  | Olympiakos        | £6,75 millions  | 19 août 2012    | [ 4 ]  |
| 8      | MIL   | Bryan Oviedo    | FC Copenhague     | £4 millions     | 31 août 2012    | [ 5 ]  |
| 31     | ATT   | Matthew Kennedy | Kilmarnock        | £220 000        | 31 août 2012    | [ 6 ]  |

#### Départs
| Numéro | Poste | Joueur           | Destination         | Montant         | Date             | Source |
| ------ | ----- | ---------------- | ------------------- | --------------- | ---------------- | ------ |
| 12     | GB    | Marcus Hahnemann | Seattle Sounders    | Transfert libre | 18 mai 2012      | [ 7 ]  |
| 14     | ATT   | James McFadden   | Sunderland          | Transfert libre | 18 mai 2012      | [ 7 ]  |
| –      | MIL   | Femi Orenuga     | AFC United          | Transfert libre | 18 mai 2012      | [ 7 ]  |
| –      | GB    | Connor Roberts   | Fulham              | Transfert libre | 18 mai 2012      | [ 7 ]  |
| –      | GB    | Adam Davies      | Sheffield Wednesday | Transfert libre | 18 mai 2012      | [ 7 ]  |
| –      | DEF   | Aristote Nsiala  | Accrington Stanley  | Transfert libre | 18 mai 2012      | [ 7 ]  |
| 31     | MIL   | Adam Forshaw     | Brentford           | Transfert libre | 21 mai 2012      | [ 8 ]  |
| 38     | MIL   | James Wallace    | Tranmere Rovers     | Transfert libre | 26 juin 2012     | [ 9 ]  |
| 37     | ATT   | Jose Baxter      | Oldham Athletic     | Transfert libre | 1er juillet 2012 | [ 10 ] |
| 29     | ATT   | João Silva       | Levski Sofia        | Transfert libre | 10 juillet 2012  | [ 11 ] |
| 17     | MIL   | Tim Cahill       | New York Red Bulls  | £1,1 million    | 26 juillet 2012  | [ 12 ] |
| –      | DEF   | Joseph Yobo      | Fenerbahçe          | £2,2 millions   | 6 août 2012      | [ 13 ] |
| 26     | MIL   | Jack Rodwell     | Manchester City     | £12 millions    | 12 août 2012     | [ 14 ] |

##### Prêts
| Numéro | Poste | Joueur       | Destination         | Début             | Fin              | Source |
| ------ | ----- | ------------ | ------------------- | ----------------- | ---------------- | ------ |
| –      | DEF   | Jake Bidwell | Brentford           | 29 août 2012      | 31 mai 2013      | [ 15 ] |
| 20     | MIL   | Ross Barkley | Sheffield Wednesday | 14 septembre 2012 | 19 novembre 2012 | [ 16 ] |

### Mercato d'hiver

#### Arrivées
| Numéro | Poste | Joueur              | En provenance de | Montant         | Date            | Source |
| ------ | ----- | ------------------- | ---------------- | --------------- | --------------- | ------ |
| 16     | MIL   | Thomas Hitzlsperger | Libre            | Transfert libre | 19 octobre 2012 | [ 17 ] |
| 26     | DEF   | John Stones         | Barnsley         | £3 millions     | 31 janvier 2013 | [ 18 ] |

#### Départs
| Numéro | Poste | Joueur          | Destination      | Montant         | Date            | Source |
| ------ | ----- | --------------- | ---------------- | --------------- | --------------- | ------ |
| –      | ATT   | Anton Forrester | Blackburn Rovers | Transfert libre | 30 janvier 2013 | [ 19 ] |

##### Prêts
| Numéro | Poste | Joueur         | Destination       | Début           | Fin             | Source |
| ------ | ----- | -------------- | ----------------- | --------------- | --------------- | ------ |
| 20     | MIL   | Ross Barkley   | Leeds United      | 11 janvier 2013 | 13 février 2013 | [ 20 ] |
| 19     | ATT   | Magaye Gueye   | Stade brestois 29 | 31 janvier 2013 | 31 mai 2013     | [ 21 ] |
| –      | DEF   | Johan Hammar   | Stockport County  | 11 février 2013 | 12 mars 2013    | [ 22 ] |
| –      | MIL   | John Lundstram | Doncaster Rovers  | 20 février 2013 | 28 avril 2013   | [ 23 ] |

### Activité globale
| Mercato d'été : £15 970 000 Mercato d'hiver : £3 000 000 Total : £18 970 000 | Mercato d'été : £15 300 000 Mercato d'hiver : £0 Total : £15 300 000 | Mercato d'été : £670 000 Mercato d'hiver : £3 000 000 Total : £3 670 000 |

## Compétitions

### Premier League

#### Classement
| Rang | Équipe              | Pts | J  | G  | N  | P  | Bp | Bc | Diff |
| ---- | ------------------- | --- | -- | -- | -- | -- | -- | -- | ---- |
| 1    | Manchester United   | 89  | 38 | 28 | 5  | 5  | 85 | 43 | +42  |
| 2    | Manchester City T S | 78  | 38 | 23 | 9  | 6  | 66 | 34 | +32  |
| 3    | Chelsea             | 75  | 38 | 22 | 9  | 7  | 75 | 39 | +36  |
| 4    | Arsenal             | 73  | 38 | 21 | 10 | 7  | 72 | 37 | +35  |
| 5    | Tottenham Hotspur   | 72  | 38 | 21 | 9  | 8  | 66 | 46 | +20  |
| 6    | Everton             | 63  | 38 | 16 | 15 | 7  | 55 | 40 | +15  |
| 7    | Liverpool           | 61  | 38 | 16 | 13 | 9  | 71 | 43 | +28  |
| 8    | West Bromwich       | 49  | 38 | 14 | 7  | 17 | 53 | 57 | -4   |
| 9    | Swansea City L      | 46  | 38 | 11 | 13 | 14 | 47 | 51 | -4   |
| 10   | West Ham P          | 46  | 38 | 12 | 10 | 16 | 45 | 53 | -8   |
| 11   | Norwich City        | 44  | 38 | 10 | 14 | 14 | 41 | 58 | -17  |
| 12   | Fulham              | 43  | 38 | 11 | 10 | 17 | 50 | 60 | -10  |
| 13   | Stoke City          | 42  | 38 | 9  | 15 | 14 | 34 | 45 | -11  |
| 14   | Southampton P       | 41  | 38 | 9  | 14 | 15 | 49 | 60 | -11  |
| 15   | Aston Villa         | 41  | 38 | 10 | 11 | 17 | 47 | 69 | -22  |
| 16   | Newcastle United    | 41  | 38 | 11 | 8  | 19 | 45 | 68 | -23  |
| 17   | Sunderland          | 39  | 38 | 9  | 12 | 17 | 41 | 54 | -13  |
| 18   | Wigan Athletic C    | 36  | 38 | 9  | 9  | 20 | 47 | 73 | -26  |
| 19   | Reading P           | 28  | 38 | 6  | 10 | 22 | 43 | 73 | -30  |
| 20   | Queens Park Rangers | 25  | 38 | 4  | 13 | 21 | 30 | 60 | -30  |

Qualifications européennes
Ligue des champions 2013-2014
- 1er 2e et 3e : phase de groupes
- 4e : tour de barrages pour non-champions

Ligue Europa 2013-2014
- C : phase de groupes
- 5e : tour de barrages
- L : 3e tour de qualification

Relégation
- 18e, 19e et 20e : relégation en Championship

Abréviations
- T : Tenant du titre
- C : Vainqueur de la FA Cup 2012-2013
- L : Vainqueur de la Coupe de la Ligue 2012-2013
- S : Vainqueur du Community Shield 2012
- P : Promus de Championship

## Statistiques

### Meilleurs buteurs
Inclut uniquement les matches officiels. La liste est classée par numéro de maillot lorsque le total des buts est égal.
| R  | No. | Pos | Nat | Nom                  | Premier League | Coupe d'Angleterre | Coupe de la Ligue | Total |
| -- | --- | --- | --- | -------------------- | -------------- | ------------------ | ----------------- | ----- |
| 1  | 25  | MIL |     | Marouane Fellaini    | 11             | 1                  | 0                 | 12    |
| 2  | 11  | ATT |     | Kevin Mirallas       | 6              | 1                  | 2                 | 9     |
| 3  | 7   | ATT |     | Nikica Jelavić       | 7              | 1                  | 0                 | 8     |
| 3  | 21  | MIL |     | Leon Osman           | 5              | 2                  | 1                 | 8     |
| 3  | 28  | ATT |     | Victor Anichebe      | 6              | 1                  | 1                 | 8     |
| 6  | 3   | DEF |     | Leighton Baines      | 5              | 2                  | 0                 | 7     |
| 6  | 22  | MIL |     | Steven Pienaar       | 6              | 1                  | 0                 | 7     |
| 8  | 14  | ATT |     | Steven Naismith      | 4              | 0                  | 0                 | 4     |
| 9  | 6   | DEF |     | Phil Jagielka        | 2              | 1                  | 0                 | 3     |
| 10 | 4   | MIL |     | Darron Gibson        | 1              | 0                  | 0                 | 1     |
| 10 | 5   | DEF |     | John Heitinga        | 0              | 1                  | 0                 | 1     |
| 10 | 15  | DEF |     | Sylvain Distin       | 0              | 0                  | 1                 | 1     |
| 10 | 19  | ATT |     | Magaye Gueye         | 0              | 0                  | 1                 | 1     |
| 10 | 23  | DEF |     | Séamus Coleman       | 0              | 1                  | 0                 | 1     |
|    |     |     |     | Buts contre son camp | 2              | 0                  | 0                 | 2     |
|    |     |     |     | TOTAUX               | 55             | 12                 | 6                 | 73    |

Mise à jour : 19 mai 2013

Source : Rapports de matches officiels

### Meilleurs passeurs
Inclut uniquement les matches officiels. La liste est classée par numéro de maillot lorsque le total des passes décisives est égal.
| R  | No. | Pos | Nat | Nom               | Premier League | Coupe d'Angleterre | Coupe de la Ligue | Total |
| -- | --- | --- | --- | ----------------- | -------------- | ------------------ | ----------------- | ----- |
| 1  | 25  | MIL |     | Marouane Fellaini | 7              | 2                  | 0                 | 9     |
| 1  | 28  | ATT |     | Victor Anichebe   | 5              | 3                  | 1                 | 9     |
| 3  | 3   | DEF |     | Leighton Baines   | 7              | 1                  | 0                 | 8     |
| 3  | 11  | ATT |     | Kevin Mirallas    | 5              | 1                  | 2                 | 8     |
| 3  | 22  | MIL |     | Steven Pienaar    | 7              | 1                  | 0                 | 8     |
| 6  | 23  | DEF |     | Séamus Coleman    | 5              | 0                  | 1                 | 6     |
| 7  | 4   | MIL |     | Darron Gibson     | 2              | 1                  | 0                 | 3     |
| 7  | 21  | MIL |     | Leon Osman        | 3              | 0                  | 0                 | 3     |
| 9  | 6   | DEF |     | Phil Jagielka     | 2              | 0                  | 0                 | 2     |
| 9  | 7   | ATT |     | Nikica Jelavić    | 1              | 1                  | 0                 | 2     |
| 9  | 14  | ATT |     | Steven Naismith   | 1              | 0                  | 1                 | 2     |
| 9  | 15  | DEF |     | Sylvain Distin    | 2              | 0                  | 0                 | 2     |
| 13 | 8   | MIL |     | Bryan Oviedo      | 1              | 0                  | 0                 | 1     |
| 13 | 18  | DEF |     | Phil Neville      | 1              | 0                  | 0                 | 1     |
| 13 | 19  | ATT |     | Magaye Gueye      | 0              | 0                  | 1                 | 1     |
| 13 | 17  | ATT |     | Apóstolos Véllios | 1              | 0                  | 0                 | 1     |
|    |     |     |     | TOTAUX            | 50             | 10                 | 6                 | 66    |

Mise à jour : 19 mai 2013

Source : Rapports de matches officiels

### Matches sans encaisser de but
Inclut uniquement les matches officiels. La liste est classée par numéro de maillot lorsque le total des matches sans encaisser de but est égal.
| R | No. | Pos | Nat | Nom        | Premier League | Coupe d'Angleterre | Coupe de la Ligue | Total |
| - | --- | --- | --- | ---------- | -------------- | ------------------ | ----------------- | ----- |
| 1 | 24  | GB  |     | Tim Howard | 10             | 0                  | 0                 | 10    |
| 2 | 1   | GB  |     | Ján Mucha  | 1              | 0                  | 1                 | 2     |
|   |     |     |     | TOTAUX     | 11             | 0                  | 1                 | 12    |

Mise à jour : 19 mai 2013

Source : Rapports de matches officiels

### Discipline
Inclut uniquement les matches officiels. La liste est classée par numéro de maillot lorsque le total des cartons est égal.
| R  | No. | Pos | Nat                      | Nom               | Premier League | Premier League | Coupe d'Angleterre | Coupe d'Angleterre | Coupe de la Ligue | Coupe de la Ligue | Total  | Total        |
| R  | No. | Pos | Nat                      | Nom               | Averti         | Carton rouge   | Averti             | Carton rouge       | Averti            | Carton rouge      | Averti | Carton rouge |
| 1  | 22  | MIL | Drapeau d'Afrique du Sud | Steven Pienaar    | 9              | 2              | 0                  | 0                  | 0                 | 0                 | 9      | 2            |
| 2  | 25  | MIL | Drapeau de la Belgique   | Marouane Fellaini | 9              | 0              | 2                  | 0                  | 1                 | 0                 | 12     | 0            |
| 3  | 21  | MIL | Drapeau de l'Angleterre  | Leon Osman        | 9              | 0              | 1                  | 0                  | 0                 | 0                 | 10     | 0            |
| 4  | 5   | DEF | Drapeau des Pays-Bas     | John Heitinga     | 5              | 0              | 0                  | 0                  | 1                 | 0                 | 6      | 0            |
| 4  | 18  | DEF | Drapeau de l'Angleterre  | Phil Neville      | 4              | 0              | 2                  | 0                  | 0                 | 0                 | 6      | 0            |
| 6  | 4   | MIL | Drapeau de l'Irlande     | Darron Gibson     | 4              | 0              | 1                  | 0                  | 0                 | 0                 | 5      | 0            |
| 7  | 3   | DEF | Drapeau de l'Angleterre  | Leighton Baines   | 4              | 0              | 0                  | 0                  | 0                 | 0                 | 4      | 0            |
| 7  | 7   | ATT | Drapeau de la Croatie    | Nikica Jelavić    | 4              | 0              | 0                  | 0                  | 0                 | 0                 | 4      | 0            |
| 7  | 23  | DEF | Drapeau de l'Irlande     | Séamus Coleman    | 4              | 0              | 0                  | 0                  | 0                 | 0                 | 4      | 0            |
| 10 | 11  | ATT | Drapeau de la Belgique   | Kevin Mirallas    | 3              | 0              | 0                  | 0                  | 0                 | 0                 | 3      | 0            |
| 11 | 8   | MIL | Drapeau du Costa Rica    | Bryan Oviedo      | 1              | 0              | 0                  | 0                  | 1                 | 0                 | 2      | 0            |
| 11 | 15  | DEF | Drapeau de la France     | Sylvain Distin    | 2              | 0              | 0                  | 0                  | 0                 | 0                 | 2      | 0            |
| 11 | 20  | MIL | Drapeau de l'Angleterre  | Ross Barkley      | 2              | 0              | 0                  | 0                  | 0                 | 0                 | 2      | 0            |
| 11 | 28  | ATT | Drapeau du Nigeria       | Victor Anichebe   | 2              | 0              | 0                  | 0                  | 0                 | 0                 | 2      | 0            |
| 15 | 2   | DEF | Drapeau de l'Angleterre  | Tony Hibbert      | 1              | 0              | 0                  | 0                  | 0                 | 0                 | 1      | 0            |
| 15 | 6   | DEF | Drapeau de l'Angleterre  | Phil Jagielka     | 1              | 0              | 0                  | 0                  | 0                 | 0                 | 1      | 0            |
|    |     |     |                          | TOTAUX            | 64             | 2              | 6                  | 0                  | 3                 | 0                 | 73     | 2            |

Mise à jour : 19 mai 2013

Source : Rapports de matches officiels

### Onze de départ
Inclut uniquement les matches officiels.
| No. | Pos | Nat | Nom      | MD | Notes |
| --- | --- | --- | -------- | -- | ----- |
| 24  | GB  |     | Howard   | 40 |       |
| 23  | DD  |     | Coleman  | 29 |       |
| 6   | DC  |     | Jagielka | 41 |       |
| 15  | DC  |     | Distin   | 37 |       |
| 3   | DG  |     | Baines   | 44 |       |
| 11  | MD  |     | Mirallas | 28 |       |
| 4   | MC  |     | Gibson   | 24 |       |
| 21  | MC  |     | Osman    | 42 |       |
| 22  | MG  |     | Pienaar  | 39 |       |
| 25  | MOC |     | Fellaini | 36 |       |
| 7   | BU  |     | Jelavić  | 31 |       |

| Howard Coleman Jagielka Distin Baines Gibson Osman Mirallas Pienaar Fellaini Jelavić |

Mise à jour : 19 mai 2013

### Total
| Matches joués                 | 45 (38 Premier League, 5 Coupe d'Angleterre, 2 Coupe de la Ligue)                  |
| Matches gagnés                | 20 (16 Premier League, 3 Coupe d'Angleterre, 1 Coupe de la Ligue)                  |
| Matches nuls                  | 16 (15 Premier League, 1 Coupe d'Angleterre)                                       |
| Matches perdus                | 9 (7 Premier League, 1 Coupe d'Angleterre, 1 Coupe de la Ligue)                    |
| Buts marqués                  | 73 (55 Premier League, 12 Coupe d'Angleterre, 6 Coupe de la Ligue)                 |
| Buts concédés                 | 50 (40 Premier League, 8 Coupe d'Angleterre, 2 Coupe de la Ligue)                  |
| Différence de buts            | +23 (+15 Premier League, +4 Coupe d'Angleterre, +4 Coupe de la Ligue)              |
| Matches sans encaisser de but | 12 (11 Premier League, 1 Coupe de la Ligue)                                        |
| Cartons jaunes                | 73 (64 Premier League, 6 Coupe d'Angleterre, 3 Coupe de la Ligue)                  |
| Cartons rouges                | 2 (2 Premier League)                                                               |
| Pire discipline               | Steven Pienaar (9 - 2 )                                                            |
| Meilleur résultat             | Victoire 5 – 0 (Domicile) contre Leyton Orient – Coupe de la Ligue – 29 août 2012  |
| Pire résultat                 | Défaite 0 – 3 (Extérieur) contre Wigan Athletic – Coupe d'Angleterre – 9 mars 2013 |
| Meilleur buteur               | Marouane Fellaini (12 buts)                                                        |

Mise à jour : 19 mai 2013

Source : Rapports de matches officiels